# ライナー・ハーゼロフ
ライナー・ハーゼロフ（ドイツ語: Reiner Haseloff、1954年2月19日 - ）は、ドイツの政治家。2011年4月から、ザクセン＝アンハルト州首相を務める。ドイツキリスト教民主同盟（CDU）所属。

## 経歴
1954年にザクセン＝アンハルト州ヴィッテンベルク郡のビュルツィヒで生まれる。1972年から1973年まで国家人民軍で兵役に就いたが、重度の黄疸となったため早期除隊となった。同年にはドレスデン工科大学で物理学を学びはじめ、1976年からはフンボルト大学ベルリンに移り1978年に学位を取得。卒業後にはヴィッテンベルクの環境保護研究所で研究助手として働きはじめた。1991年には、フンボルト大学ベルリンで博士号を取得した。
1976年に東ドイツにあったドイツキリスト教民主同盟へ入党した。東ドイツ時代には党内の役職に就かなかったが、東西ドイツが統一された1990年にはドイツキリスト教民主同盟（CDU）のザクセン＝アンハルト州支部の執行委員会のメンバーとなった。
2006年に実施されたザクセン＝アンハルト州議会選挙でCDUと連立政権を形成していた自由民主党（FDP）が議席を減らし、与党で過半数を獲得できなかったため、ヴォルフガング・ベーマー州首相はドイツ社会民主党（SPD）との大連立を行い第2次政権を発足させた。ハーゼロフは新たに発足した州政府において経済労働大臣に就任した。
2011年の州議会選挙に先立って、ベーマー州首相が選挙に立候補しないことを明らかにしハーゼロフが後継の州首相候補となった。州議会選挙の結果は、CDUが得票率32.5%となり、前回の選挙から3.7%減ったものの第１党の座を維持した。引き続きCDUとSPDが大連立することが合意され、ハーゼロフが州首相に選出された。